# Etanolammina
L'etanolammina (o monoetanolammina, talvolta abbreviata in MEA, detta anche colammina) è un composto chimico che ha la funzione di ammina e di alcol.
A temperatura ambiente si presenta come un liquido incolore dal lieve odore di ammoniaca. È un composto nocivo e irritante.

## Produzione
L'etanolammina viene prodotta industrialmente facendo reagire ossido di etilene con ammoniaca (a temperature comprese tra 60-150 °C e pressione di 30-150 bar):
Come sottoprodotti (indesiderati) del processo di produzione di etanolammina si ottengono dietanolammina e trietanolammina, la cui concentrazione viene ridotta operando in eccesso di ammoniaca rispetto alla quantità stechiometrica.

## Usi
Come la DEA e la TEA, grazie al suo carattere basico, la MEA è utilizzata come soluzione assorbente per il recupero di sostanze acide, come ad esempio H2S ottenuto per idrodesolforazione del petrolio o del gas naturale.

## Funzione biologica
Legata ad un glicerofosfolipide dà la fosfatidiletanolammina, detta anche "cefalina".
Quest'ultima ha funzione di trasporto degli acidi grassi e contribuisce al loro assorbimento a livello intestinale.
Interviene, in veste di nucleofilo, nella sostituzione nucleofila di tre molecole di S-adenosil metionina per produrre colina.